# Tetragnatha dentatidens
Tetragnatha dentatidens là một loài nhện trong họ Tetragnathidae.
Loài này thuộc chi Tetragnatha. Tetragnatha dentatidens được Eugène Simon miêu tả năm 1907.